# Frankrikes administrativa indelning

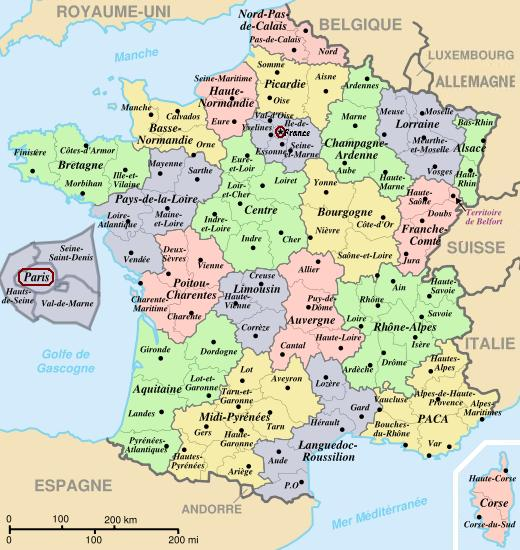
Regioner och departement

Frankrikes administrativa indelning. Frankrike, som av tradition har varit starkt centraliserat, har sedan 1980-talet genomgått en rad reformer som gjort att det lokala självstyret har stärkts på centralmaktens bekostnad.
Frankrike är (år 2022) indelat i:
1. 13 régions
2. dessa régions är i sin tur indelade i 96 départements
3. dessa départements är indelade i 34 826 communes

I städerna Paris, Lyon och Marseille förekommer arrondissements municipaux, kommunalarrondissement, med annan status. I övriga delarna av landet är ett arrondissement en administrativ del av ett departement, men kommunalarrondissementen i dessa städer är en del av kommunen, det vill säga kommundelar inom en storstadskommun.
Vid sidan av ovanstående indelning, finns "Villes nouvelles", vilket kan översättas till "Nya städer". Dessa grundades på 1960-talet. Se Ville nouvelle för vidare information.
Förutom detta använder fransmännen själva fortfarande ofta de historiska namnen på olika delar av landet. Se vidare Frankrikes provinser.

## Frankrikes regioner och department
| - AL Alsace - 67 Bas-Rhin - 68 Haut-Rhin - AQ Aquitaine - 24 Dordogne - 33 Gironde - 40 Landes - 47 Lot-et-Garonne - 64 Pyrénées-Atlantiques - AU Auvergne - 03 Allier - 15 Cantal - 43 Haute-Loire - 63 Puy-de-Dôme - BN Basse-Normandie - 14 Calvados - 50 Manche - 61 Orne - BO Bourgogne - 21 Côte-d'Or - 58 Nièvre - 71 Saône-et-Loire - 89 Yonne - BR Bretagne - 22 Côtes-d'Armor - 29 Finistère - 35 Ille-et-Vilaine - 56 Morbihan - CE Centre-Val de Loire - 18 Cher - 28 Eure-et-Loir - 36 Indre - 37 Indre-et-Loire - 41 Loir-et-Cher - 45 Loiret - CA Champagne-Ardenne - 08 Ardennes - 10 Aube - 51 Marne - 52 Haute-Marne - CO Korsika - 2A Corse-du-Sud - 2B Haute-Corse - FC Franche-Comté - 25 Doubs - 39 Jura - 70 Haute-Saône - 90 Territoire-de-Belfort - HN Haute-Normandie - 27 Eure - 76 Seine-Maritime - IF Ile-de-France - 75 Paris - 77 Seine-et-Marne - 78 Yvelines - 91 Essonne - 92 Hauts-de-Seine - 93 Seine-Saint-Denis - 94 Val-de-Marne - 95 Val-d'Oise - LR Languedoc-Roussillon - 11 Aude - 30 Gard - 34 Hérault - 48 Lozère - 66 Pyrénées-Orientales - LI Limousin - 19 Corrèze - 23 Creuse - 87 Haute-Vienne | - LO Lorraine - 54 Meurthe-et-Moselle - 55 Meuse - 57 Moselle - 88 Vosges - MP Midi-Pyrénées - 09 Ariège - 12 Aveyron - 31 Haute-Garonne - 32 Gers - 46 Lot - 65 Hautes-Pyrénées - 81 Tarn - 82 Tarn-et-Garonne - NP Nord-Pas-de-Calais - 59 Nord - 62 Pas-de-Calais - PL Pays-de-la-Loire - 44 Loire-Atlantique - 49 Maine-et-Loire - 53 Mayenne - 72 Sarthe - 85 Vendée - PI Picardie - 02 Aisne - 60 Oise - 80 Somme - PC Poitou-Charentes - 16 Charente - 17 Charente-Maritime - 79 Deux-Sèvres - 86 Vienne - PR Provence-Alpes-Côte d'Azur - 04 Alpes-de-Haute-Provence - 05 Hautes-Alpes - 06 Alpes-Maritimes - 13 Bouches-du-Rhône - 83 Var - 84 Vaucluse - RA Rhône-Alpes - 01 Ain - 07 Ardèche - 26 Drôme - 38 Isère - 42 Loire - 69 Rhône - 73 Savoie - 74 Haute-Savoie - Utomeuropeiska departement (Départements d'outre mer) med den administrativa statusen som både regioner (Regions d'outre mer) och departement: - 971 Guadeloupe - 972 Martinique - 973 Franska Guyana - 974 Réunion - 976 Mayotte - Utomeuropeiska förvaltningsområden (Collectivités d'outre mer från 2003): - F.d. territoriella förvaltningsområden (Collectivités territoriales): - 975 Saint-Pierre och Miquelon - F.d. utomeuropeiska länder och territorier (Pays et Territoires d'outre-mer, PTOM): - 986 Wallis och Futunaöarna - 987 Franska Polynesien - F.d. arrondissementet Saint-Martin-Saint-Barthélemy i departementet Guadeloupe, från 2007: - Saint-Martin - Saint-Barthélemy - Förvaltningsområde sui generis (Collectivité sui generis från 2003): - 988 Nya Kaledonien - Utomeuropeiskt territorium (Territoire d'outre mer): - Franska sydterritorierna, bestående av Îles Éparses i Indiska oceanen och Adélieland, Frankrikes anspråk på Antarktis. |

## Frankrikes utomeuropeiska departement och förvaltningsområden
- De utomeuropeiska departementen är forna franska kolonier som sedan 1946 åtnjuter samma status som departementen i det europeiska Frankrike (France métropolitaine). De är integrerade delar av republiken Frankrike (och därmed också Europeiska unionen).
- De utomeuropeiska förvaltningsområdena är avhängiga territorier med olika grad av autonomi. De styrs ungefär som departementen och invånarna är franska medborgare. Flertalet av dem använder euro, utom Franska Polynesien, Nya Kaledonien och Wallis och Futuna som har en egen valuta, CFP-franc.
- Frankrike kontrollerar också Clippertonön i Stilla havet.